# Гавайська база морської піхоти
Гавайська база Корпусу морської піхоти (англ. Marine Corps Base Hawaii, MCBH) — колишня авіабаза Корпусу морської піхоти Канеохе-Бей — це база Корпусу морської піхоти США, розташована на півострові Мокапу на навітряному боці Оаху в окрузі Гонолулу.
Гарнізон бази включає 3-й полк морської піхоти, 24-ту авіаційну групу морської піхоти, 33-тю роту матеріально-технічного забезпечення (CLC-33), 3-й радіобатальйон та патрульно-розвідувальне крило ВМС. Місцева злітно-посадкова смуга має довжину 2400 м.

## Географія
За даними Бюро перепису населення США, загальна площа бази становить 5,8 квадратних миль (15,1 км²), з яких 4,4 квадратних миль (11,4 км²) — суша і 1,4 квадратних миль (3,7 км²), або 24,74 %, займає вода.
Два райони бази класифікуються як заповідники: район кратера Улупау і район Нуупіа. 

## Історія
У 1918 році президент Вудро Вільсон виділив землю на півострові Мокапу для військових. У 1939 році військово-морський флот побудував невеликий гідроаеродром. З 1941-го тут дислокуються артилерійські частини.

### Атака на Перл-Харбор

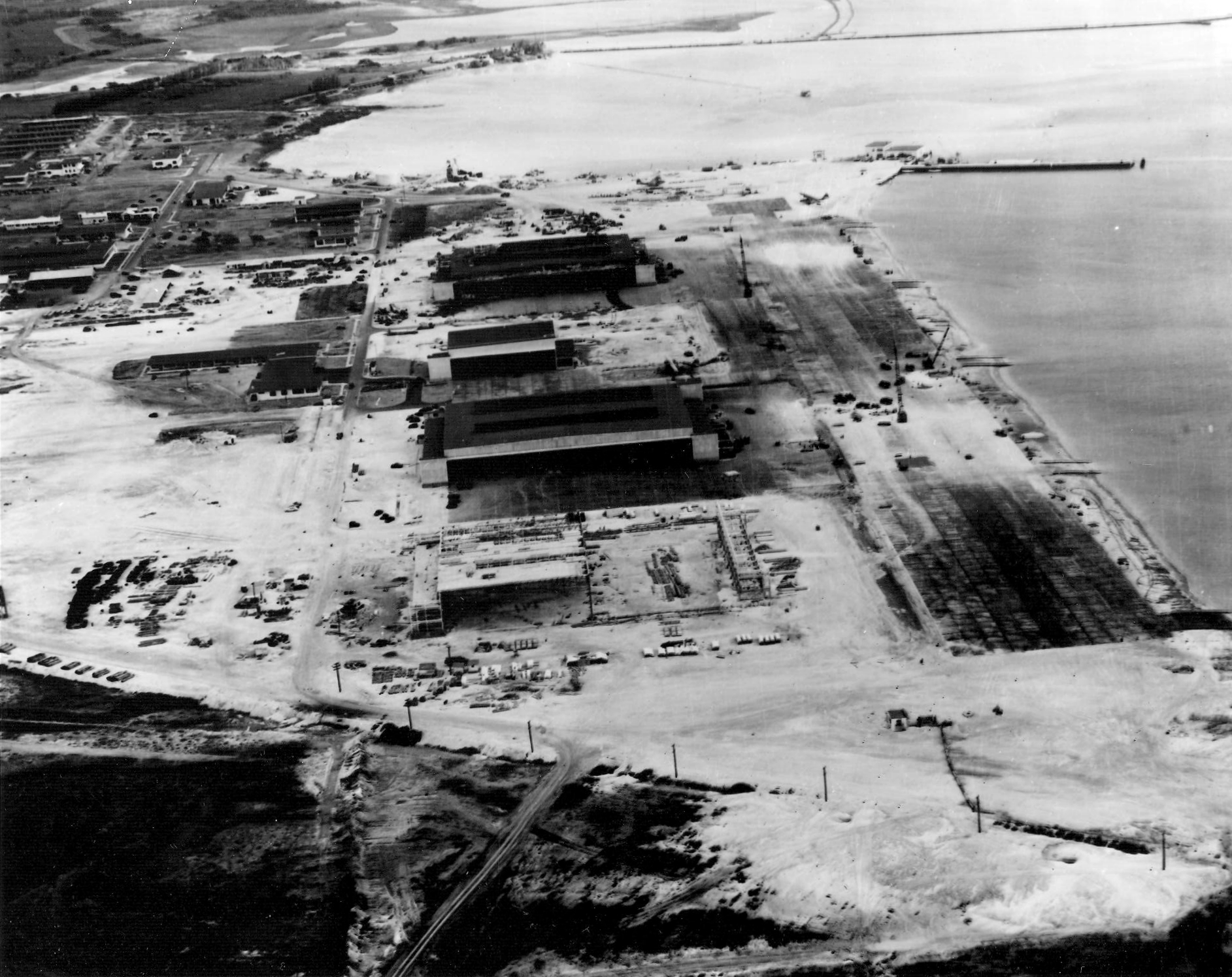
Аерофотознімок військово-морської авіабази Kaneohe Bay через два дні після нападу на Перл-Гарбор.

7 грудня 1941 року базу військово-морської авіації Канеохе-Бей було атаковано приблизно за 9 хвилин до атаки на Перл-Харбор. 

### Після Другої світової війни

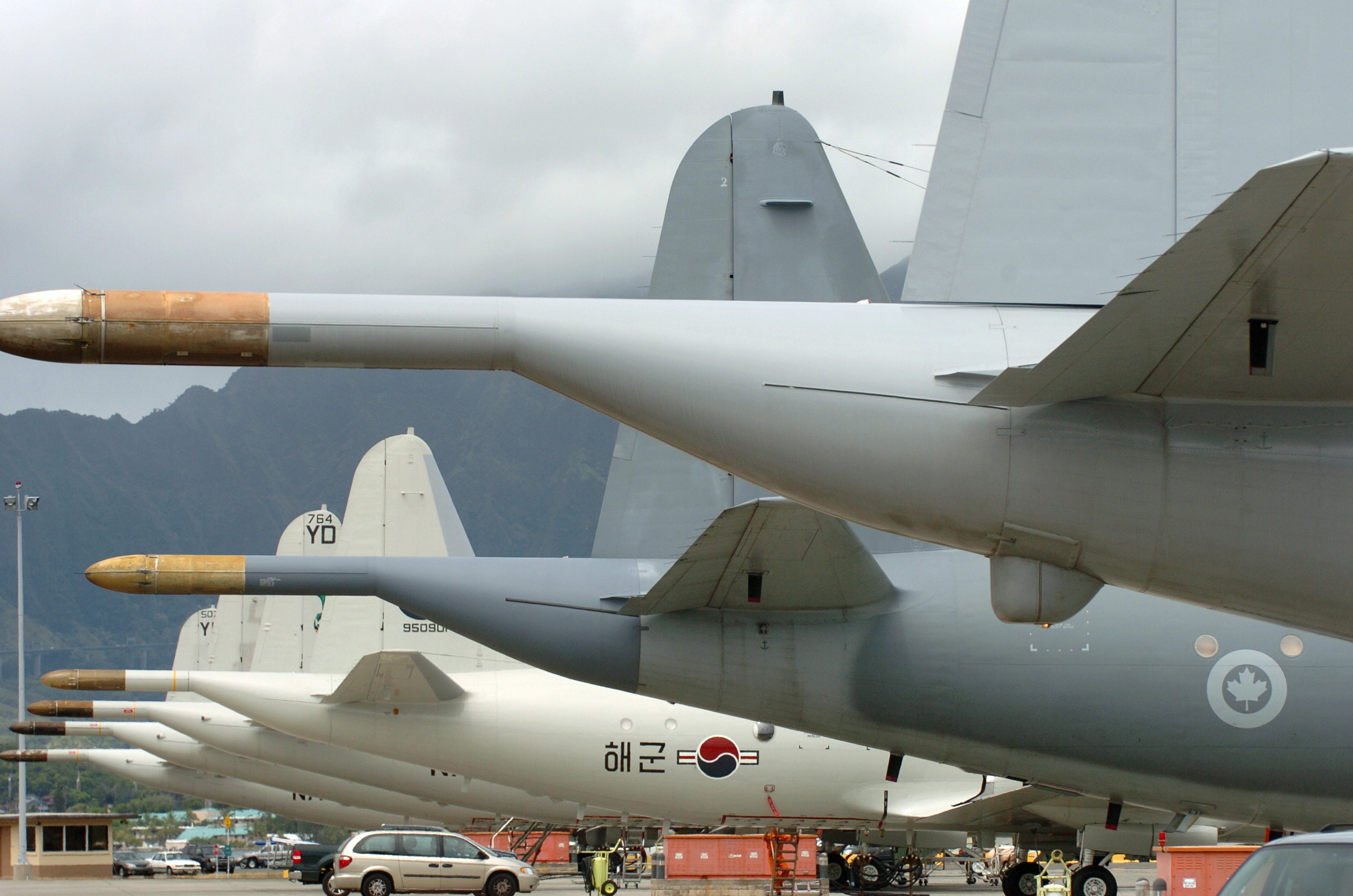
Збройні сили Канади і ВМС Кореї P-3 на лінії польоту на базі.

15 квітня 1994 року Корпус морської піхоти об'єднав усі свої об'єкти на Гаваях, щоб сформувати нове командування — Гавайську базу морської піхоти. 
Усі військові підрозділи США, розташовані на Гаваях, підпорядковуються Тихоокеанському командуванню США (USPACOM), штаб-квартира якого розташована в Кемп Х. М. Сміта на Оаху. Командуючий Тихоокеанськими морськими силами (MARFORPAC) також командує 12 базами та станціями Корпусу морської піхоти в Аризоні, Каліфорнії, на Гаваях і в Японії, оперативними силами на Гаваях і в префектурі Окінава, а також підрозділами, розгорнутими в Південно- Східній / Західній Азії. 

## Демографія
З метою перепису територія демаркована як відведене для перепису місце Канеоге (9483 особи за даними 2020 року)

## Освіта
Департамент освіти Гаваїв управляє початковою школою Мокапу на території MCBH. Станом на  2020 в ній навчалося близько 900 осіб, що робило її найбільшою школою за кількістю учнів на навітряній стороні острова.